# Denkmal für Wilhelm IV.

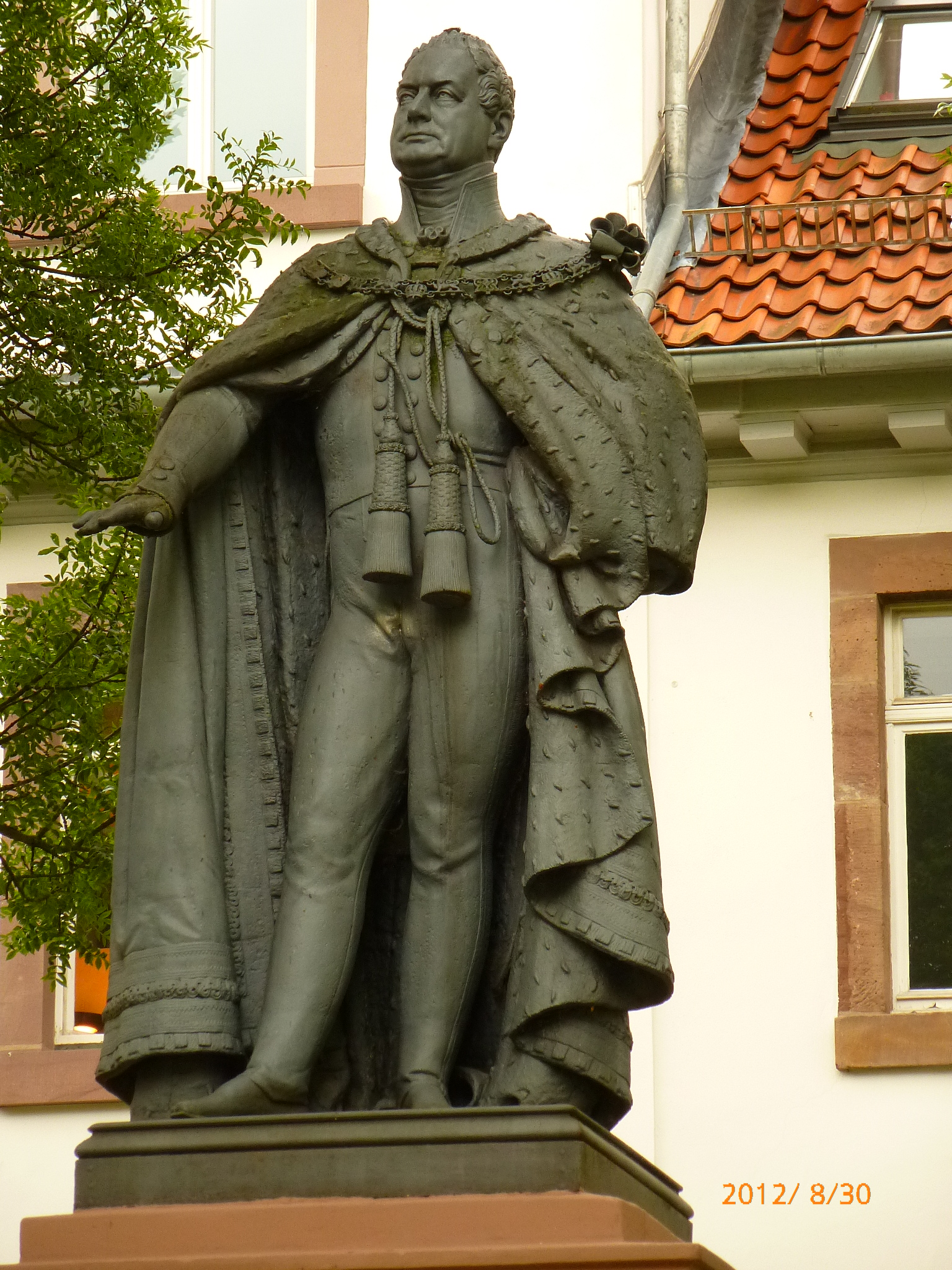
Statue von König Wilhelm IV. (2012)

Das Denkmal für Wilhelm IV. steht seit 1837 auf dem Wilhelmsplatz in Göttingen (Niedersachsen); es erinnert an den englisch-hannoverschen König Wilhelm IV. und an das 100-jährige Jubiläum zur Gründung der Georg-August-Universität Göttingen.

## Geschichte
Wilhelm IV. bzw. William IV. war zugleich König des Vereinigten Königreichs von Großbritannien und Irland sowie in Personalunion König von Hannover und in dieser Eigenschaft formell Rektor der Universität Göttingen, für deren Säkularfeier von 1837 er die 1835–1837 errichtete Universitäts-Aula stiftete. Der repräsentative Bau entstand am bisherigen Neuen Markt, der zuvor bis 1824 durch das Abräumen des Barfüßerklosters geschaffen worden war. Diese noch relativ neue Platzanlage wurde zur Ehrerbietung an den in London residierenden König 1837 in Wilhelmsplatz umbenannt und dafür zusätzlich mit einem Königs-Denkmal besetzt, das die Stadt Göttingen der Universität schenkte. Nachdem die Stadt zunächst mit verschiedenen Künstlern verhandelte, ging der Auftrag 1836 an den zu dieser Zeit in Hannover wirkenden Bildhauer Ernst von Bandel, der gleichzeitig auch den allegorischen Figurenschmuck im Tympanon des Aulagebäudes schuf. Das königliche Ministerium und der König selbst billigten im Oktober 1836 das städtische Vorhaben. Erhaltene Denkmalsentwürfe Bandels datieren von 1836 und waren Gegenstand zahlreicher Korrespondenz und Entwurfsänderungen. Die Gussarbeiten für das Standbild waren der Rothehütte im Harz übertragen und – nach einigen technischen Schwierigkeiten – Ende August 1837 abgeschlossen.
Am 17. September 1837 wurde das Denkmal im Beisein von König Ernst August, der seinem am 20. Juni verstorbenen Bruder Wilhelm auf dem Thron gefolgt war, enthüllt. Die Rede des Bürgerschaftsvorstehers Gieseler legte das Motiv der städtischen Stiftung dar: Die Ehrung gelte dem Landesherrn als dem Förderer der Universität, mit der die Stadt als eine Schicksalsgemeinschaft verbunden angesehen werde.

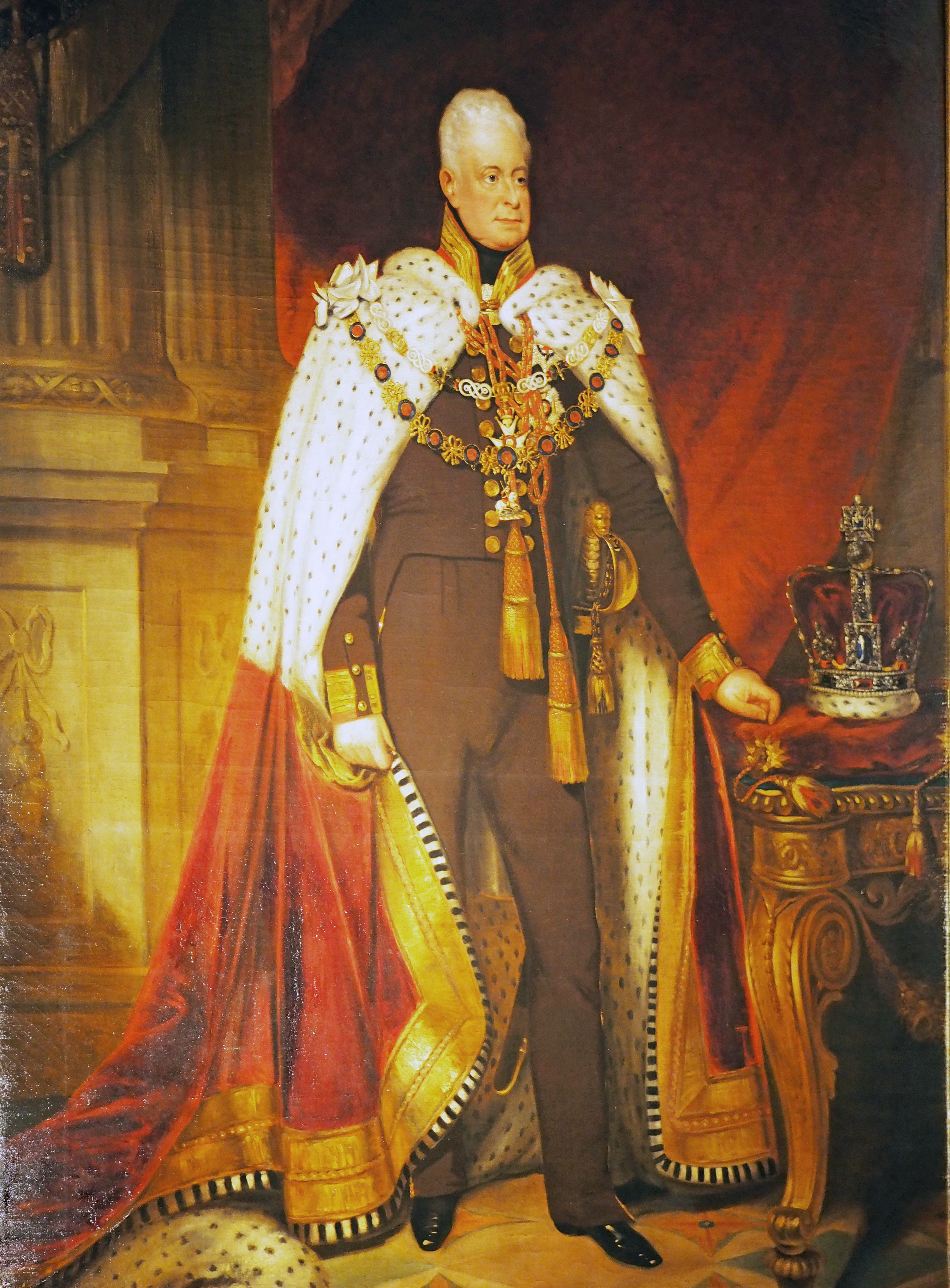
König Wilhelm IV., in ähnlicher Gewandung und Pose auf einem Ölgemälde, um 1830 (Historisches Museum Hannover, als Leihgabe im Residenzmuseum im Celler Schloss)

Das Denkmal für Wilhelm IV. ist bis heute das einzige Denkmal auf deutschem Boden für einen britischen König.

Der Standort des Denkmals auf dem Wilhelmsplatz änderte sich mehrfach. Ursprünglich hatte Bandel eine Ausrichtung auf die Aula vorgesehen, weil die Figur des Königs auf seine Aula-Stiftung weisen sollte. Dagegen beschlossen der Magistrat als Auftraggeber und die Universität eine Ausrichtung nach Westen, wo sich am Platz ehemals die Königliche Justizkanzlei befand. Erst im September 1900 wurde das Denkmal an die Südseite des Platzes versetzt und um 90 Grad gedreht, so dass es nun auf das Portal der Aula blickte. Außerdem erfolgte 1901 die gärtnerische Ausgestaltung zu einem Schmuckplatz. Diese Gestaltung wich 1936 einem nach Münchner und Berliner Vorbild mit Steinplatten belegten „akademischen Aufmarschplatz“, aus dem im Zweiten Weltkrieg ein Löschwasserteich wurde, der dann in den 1960er Jahren wieder aufgefüllt zum Parkplatz umgebaut wurde. 1987 entstand die heute bestehende neue Grünanlage in freier Anlehnung an den Schmuckplatz der Zeit um 1900. Seitdem steht das Wilhelms-Denkmal nach Süden verschoben in einer Grünrabatte mit Blick nach Norden auf die Mittelachse der Aula.

Bildergalerie zur Geschichte
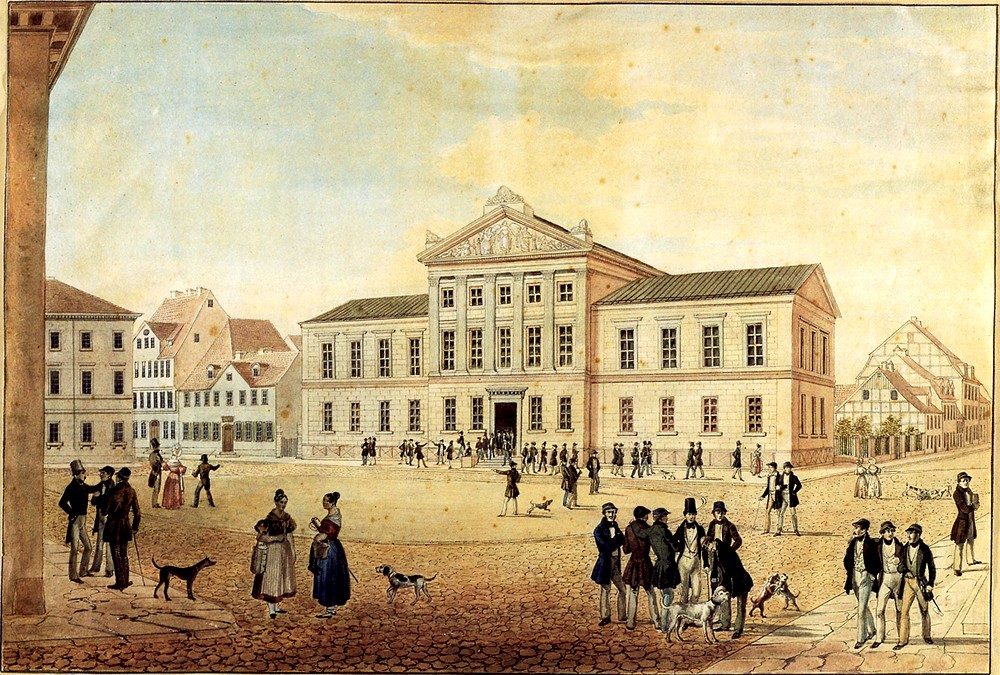
Der Neue Markt mit bereits fertiggestelltem Aulagebäude, aber noch ohne Wilhelms-Denkmal, 1837. Aquarellierte Federzeichung von Friedrich Besemann
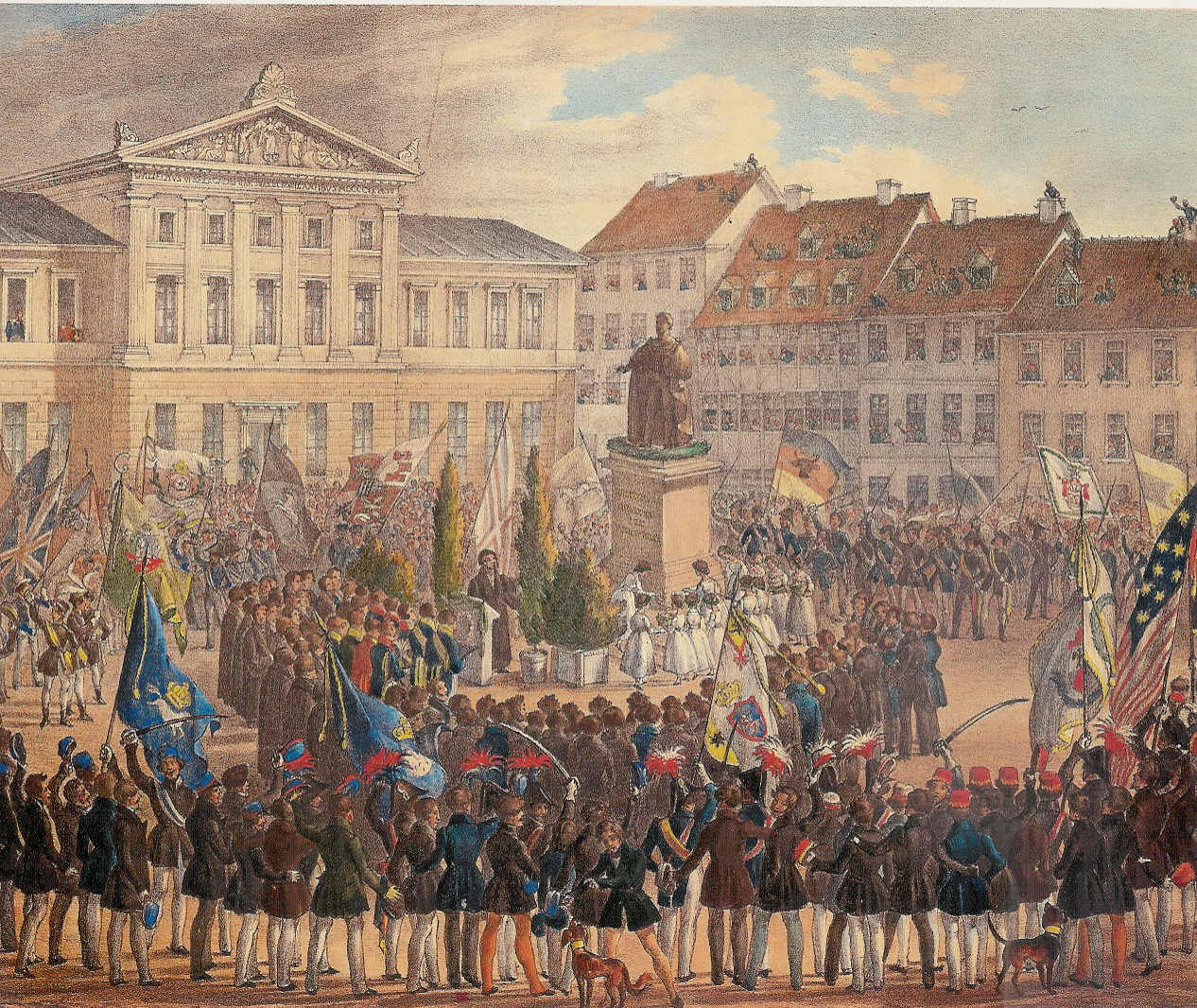
Enthüllung des Denkmals für König Wilhelm IV. auf dem Wilhelmsplatz, mit Ausrichtung nach Westen, 1837. Kolorierte Lithographie von C. Rohde und Lange

## Beschreibung
Das Denkmal für König Wilhelm IV. ruht auf einem modernen Stein-Stufensockel und besteht darüber aus einem hohen steinernen Postament und darauf dem überlebensgroßen etwa 3 Meter hohen Gusseisen-Standbild, das mit einer Bronzierung farblich gefasst ist. Auf der Front des Postaments befindet sich die eingravierte lateinische Inschrift „GUILIELMUS / QUARTUS / REX / PATER PATRIAE“ (Wilhelm / IV. / König / Vater des Vaterlands), darunter ist eine moderne kleine Bronzetafel befestigt mit der Inschrift: „Wilhelm IV. / König von / Großbritannien / Irland u. Hannover / 1830–1837“.
Die Statue zeigt den stehenden König in einer Marineuniform unterm Krönungsmantel und mit einer ausgestreckten rechten Hand. Die Gebärde und der Ehrentitel „Pater patriae“ deuten auf das Bildprogramm des Denkmals, denn Bezug genommen wird auf antik-römische Vorbilder. Den Ehrentitel verlieh der römische Senat als ein Zeichen der Würde wie auch zur Verdeutlichung der Pflichten des Trägers gegenüber der Bürgerschaft. Den Gestus der rechten Hand deutete der Kunsthistoriker Gerd Unverfehrt allgemein als „weisende Gebärde“, doch nimmt der zum Segensgruß bzw. zur Ansprache ausgestreckte Arm auch Bezug auf Herrscherdenkmale wie das Marc Aurel-Denkmal in Rom oder das kurz zuvor geschaffene Max-Joseph-Denkmal in München.

Eigentümlich ist das „unglückliche Standmotiv“ des gestreckten rechten Beins. Ursache ist ein Gussfehler, wonach das rechte Bein etwas verkürzt werden musste.

Galerie
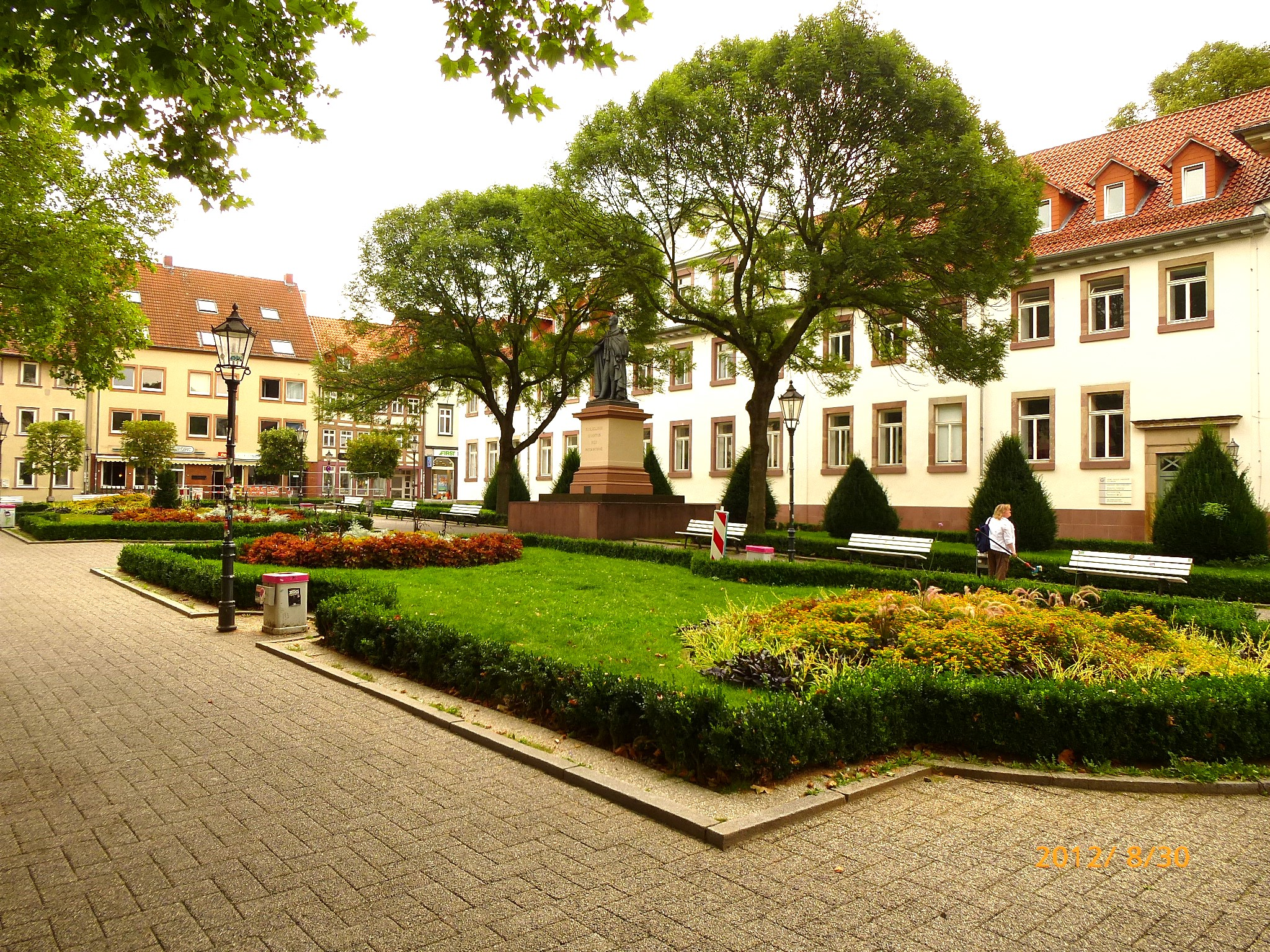
Wilhelmsplatz und Denkmal für Wilhelm IV. von Nordwesten (2012)
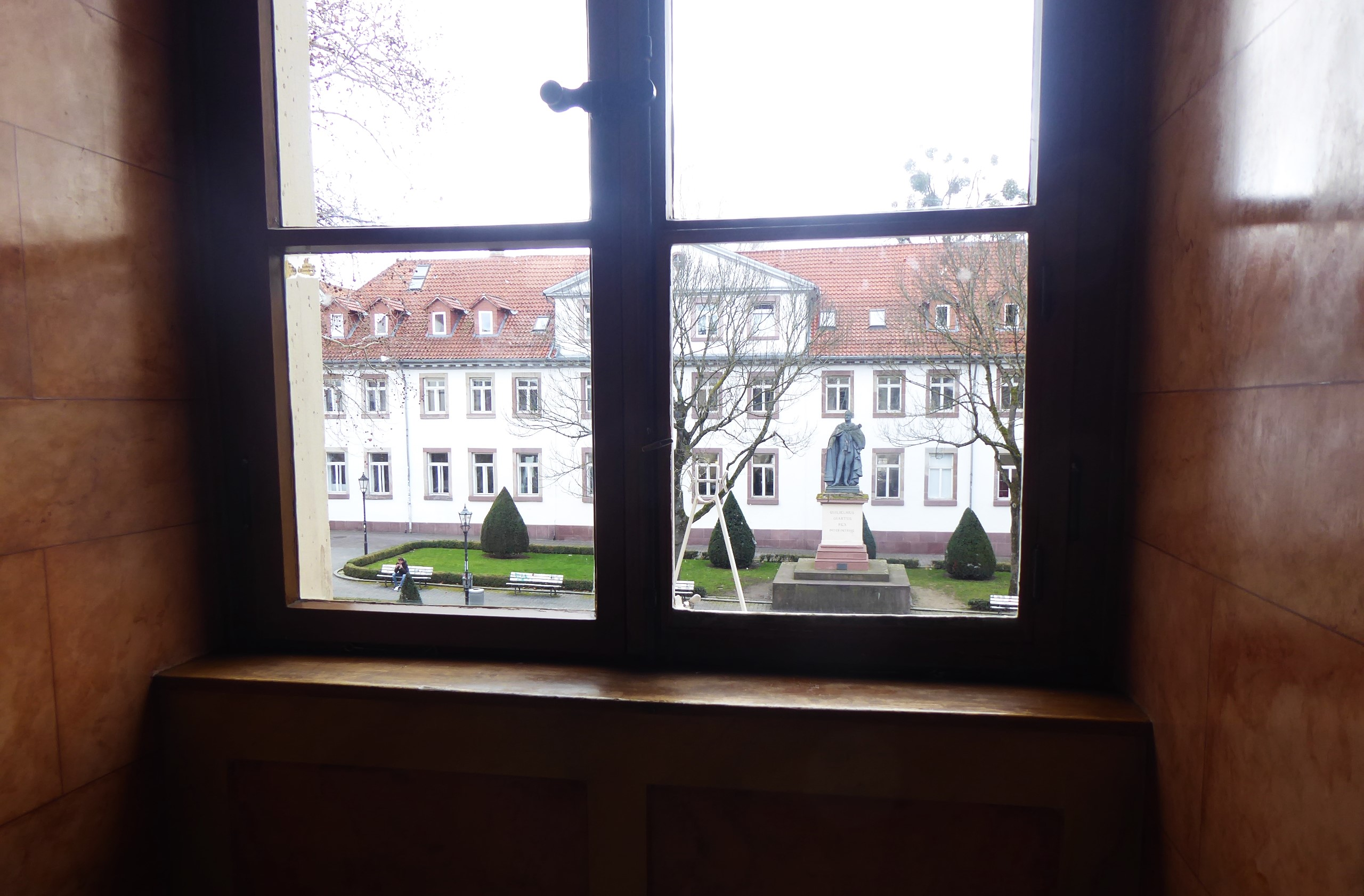
Blick vom Aulagebäude auf Wilhelmsplatz und Wilhelms-Denkmal (2012)
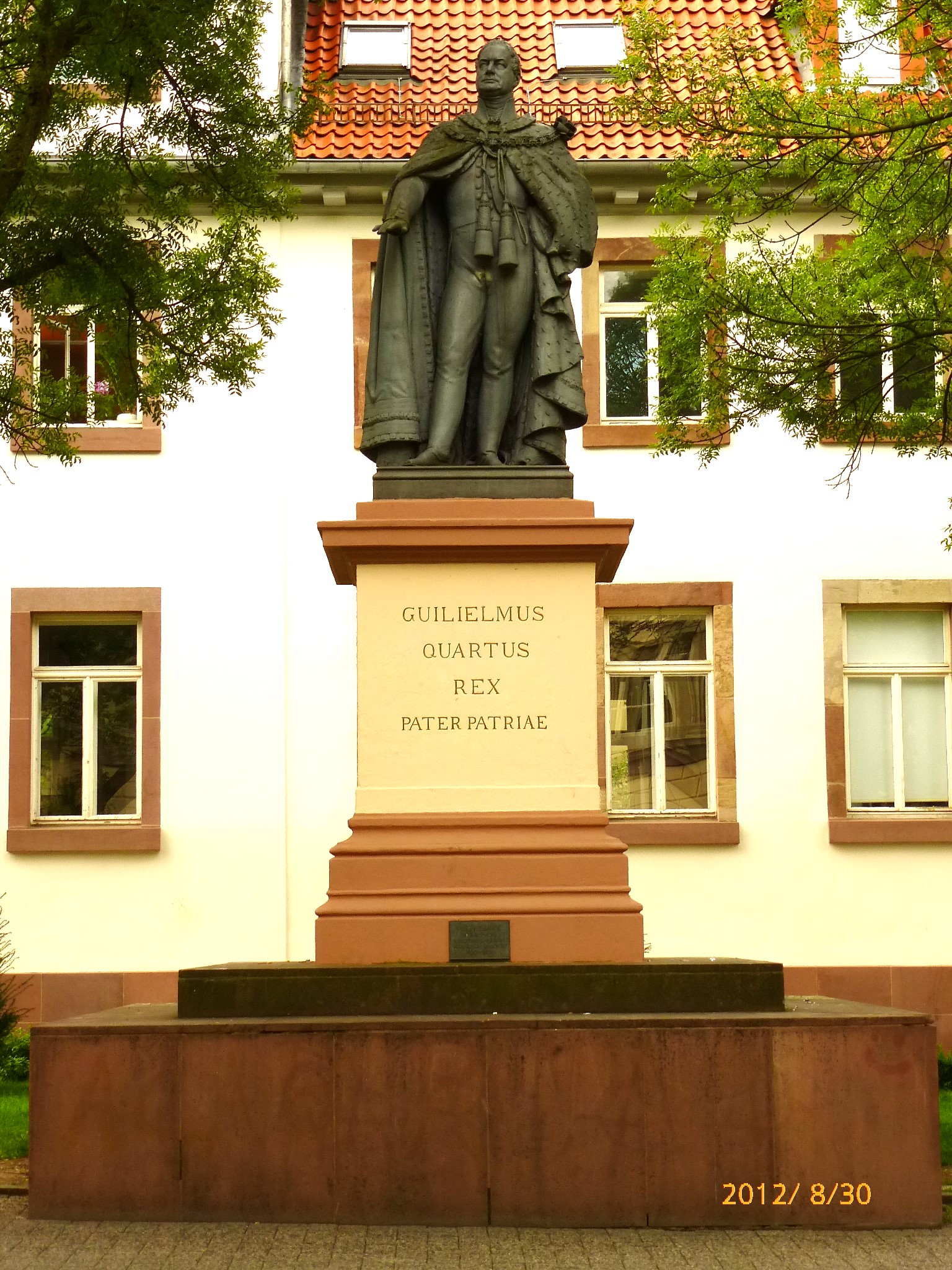
Denkmal für Wilhelm IV., Frontalansicht mit Sockelstufen, Postament und Standbild (2012)
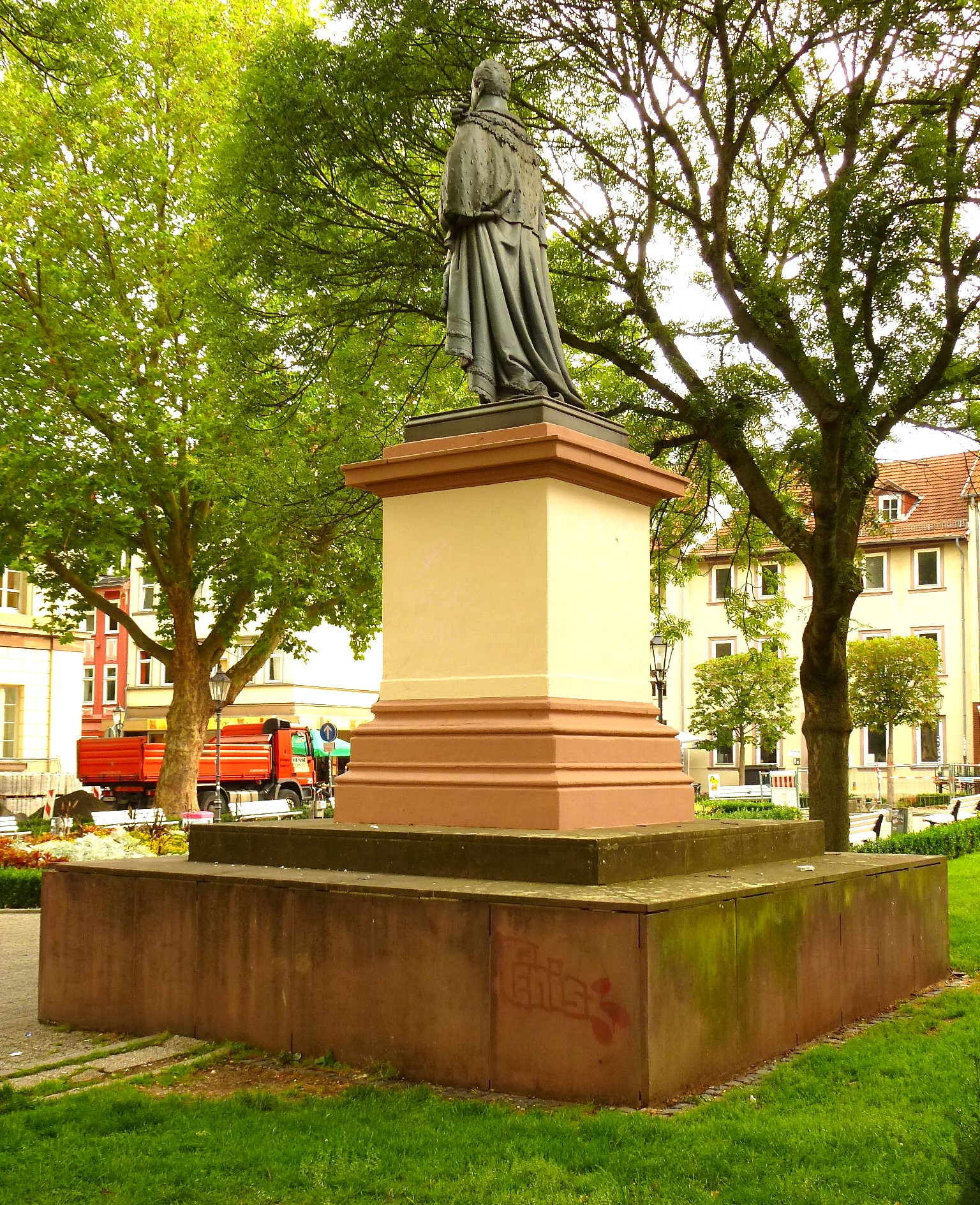
Gesamtansicht des Denkmals von hinten (2012)
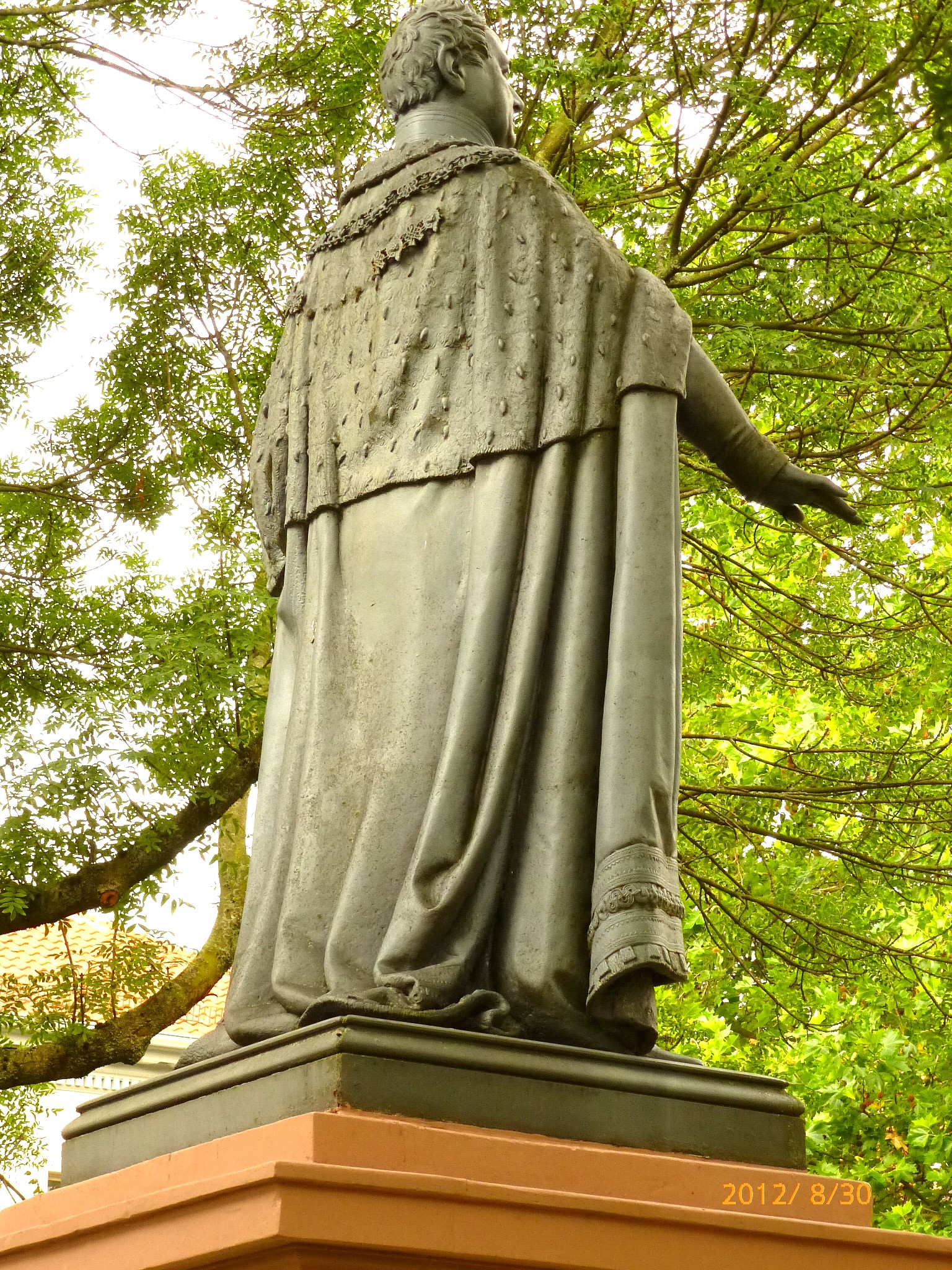
Standbild von hinten (2012)
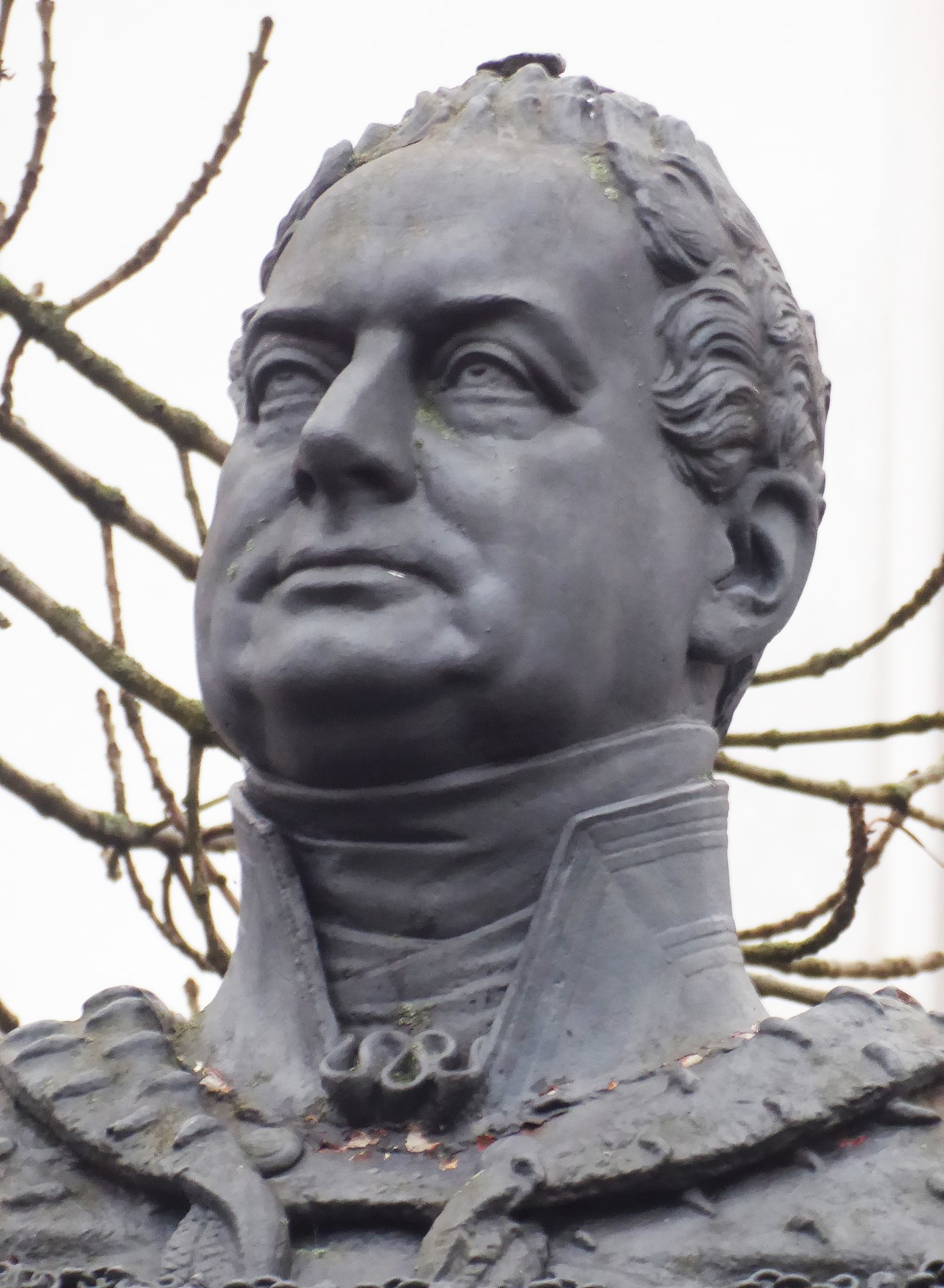
Kopf des Standbilds (2021)
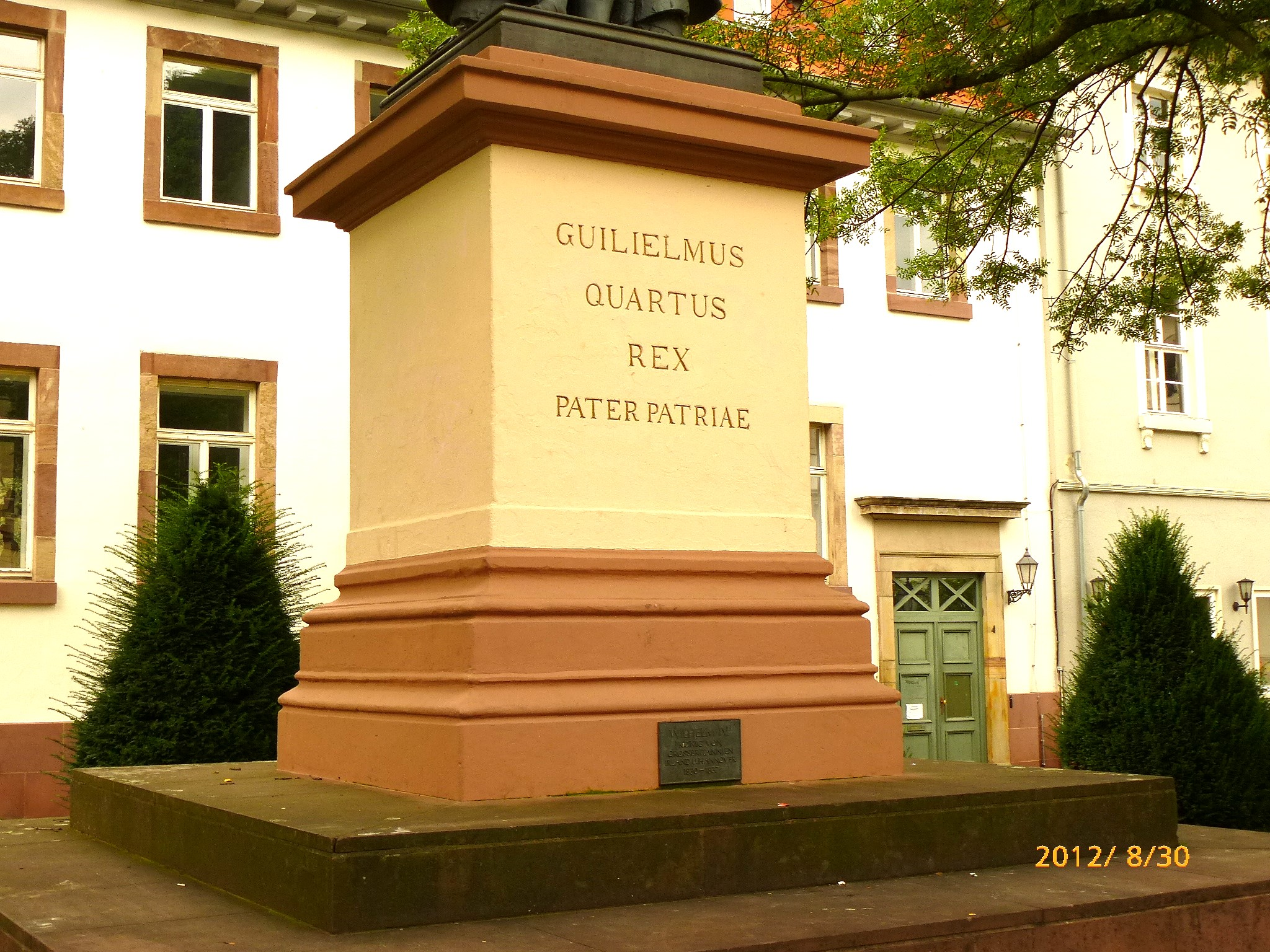
Postament mit Inschrift (2012)
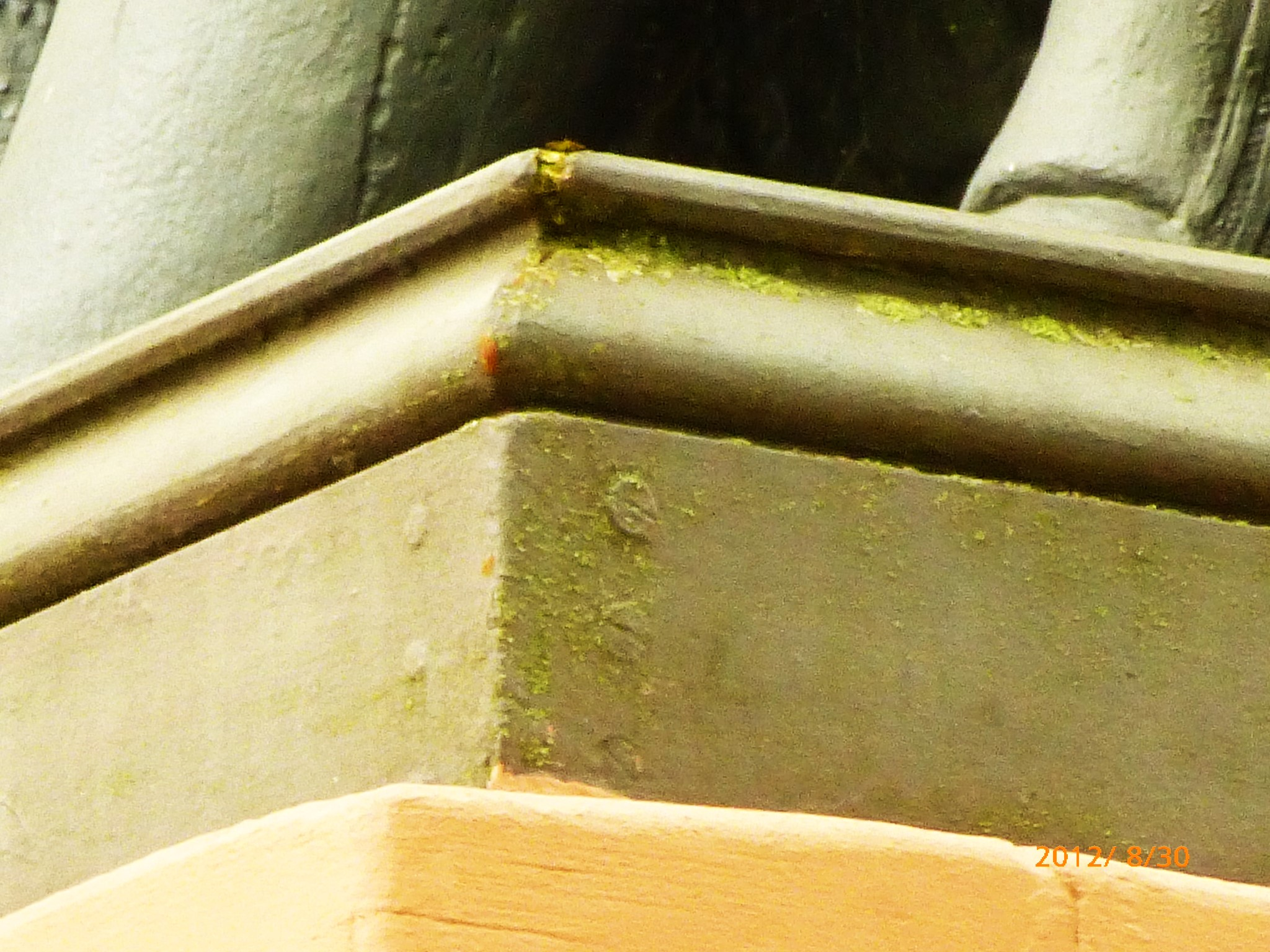
Detail des zusammengeschraubten Eisensockels (2012)

## Varia
Es wird berichtet, dass sich König Ernst August bei der Enthüllung des Denkmals abwandte und man diese Geste als „böses Symbol“ für die Zukunft gedeutet habe, genauer als ein Anzeichen für die restriktive Politik des neuen Landesherrn. Der König hatte kurz zuvor in seiner Antrittsproklamation im Juli 1837 das relativ freiheitliche Staatsgrundgesetz seiner Vorgänger aufgehoben, wogegen sich in Göttingen Protest erhob, was dann im Dezember 1837 zur berüchtigten Entlassung von sieben bedeutenden Universitätsprofessoren – den Göttinger Sieben – führte. 
Das ursprünglich Jahrzehnte lang nicht zur Aula ausgerichtete Standbild führte dazu, dass des Königs Geste beziehungslos wirkte. Der darüber erboste Künstler Ernst von Bandel kolportierte daraufhin die Kritik, der König wolle mit der ausgestreckten Hand fühlen, „ob es denn in Göttingen wirklich schon wieder drüppelt“
In den 1930er Jahren hieß das Denkmal bei den Göttingern spöttisch „eiserner Wilhelm“.